# Клаттен, Сусанна
Сусанна Клаттен (нем. Susanne Klatten; 28 апреля 1962; в девичестве Сусанна Ханна Урсула Квандт (нем. Susanne Hanna Ursula Quandt)) — немецкая предпринимательница. Родилась в семье промышленника Херберта и Йоханны Квандт. Наследница и совладелец семейного бизнеса, связанного с BMW. По данным на октябрь 2019 года её состояние достигло $19,2 млрд, что делает Сусанну Клаттен самой богатой женщиной Германии и ставит на 46-е место среди самых богатых людей в мире.

## Происхождение
Сусанна Клаттен родилась в немецком городе Бад-Хомбурге в 1962 году. Она принадлежит к богатому роду немецких промышленников и предпринимателей Квандтов (нем. Quandt). Её прадедушка Эмиль Квандт владел текстильной фабрикой. Дед Сусанны Клаттен Гюнтер Квандт в годы Первой Мировой войны снабжал немецкую армию обмундированием. В 1933 году вступил в NSDAP. Количество предприятий Гюнтера увеличилось. Он получил значительные оборонные заказы. В период до начала и во время Второй мировой войны заводы Квандтов поставляли боеприпасы, стрелковое оружие, артиллерию, аккумуляторы и многое другое. На некоторых его заводах использовался труд заключённых концентрационных лагерей. Был женат вторым браком на Магде Геббельс (тогда она носила фамилию Фридлендер). От этого брака у них родился сын Харальд Квандт. Он приходился родным братом по отцу Херберту Квандту — родителю Сусанны Клаттен.

## Образование
После получения степени в области бизнес финансирования, работала в рекламном агентстве Young & Rubicam во Франкфурте с 1981 по 1983 годы. После этой работы Сюзанна Клаттен прошла курс обучения по маркетингу и менеджменту в Университете Букингема и получила степень магистра делового администрирования в бизнес-школе IMD в Лозанне, где специализировалась на рекламе. Продолжила работать в Лондоне в Дрезднер Банке, мюнхенском подразделении консультантов по управлению McKinsey & Company и банке Bankhaus Reuschel & Co.. Практиковала работу инкогнито под именем Сюзанны Кант, для более чёткого и глубокого понимания бизнес-процессов.

## Бизнес

### BMW
После смерти отца Герберта Квандта, удачливого промышленника и предпринимателя выведшего компанию BMW в лидеры мирового автопрома, Сюзанна Клаттен унаследовала часть акций немецкого производителя (часть отошла брату Штефану Квандту). Сюзанна Клаттен получила 12,5 % акций BMW. Она попала в наблюдательный совет BMW вместе со Штефаном в 1997 году.

### Altana AG
Также в активах отца были другие бизнесы. Сюзанна Клаттен получила 50,1 % акций компании Altana AG работающей в фармацевтической и химической промышленности. Она входит в наблюдательный совет Altana AG и помогла превратить её в корпорацию мирового класса, которая в немецком списке DAX попала в топ-30 ведущих компаний. В 2006 году Altana AG продала свои фармацевтические активы компании Nycomed за 4,5 миллиарда евро, сосредоточившись на специализированном химическом бизнесе. 4,5 миллиарда евро пошли акционерам на дивиденды. Altana AG сохранила свой листинг на фондовой бирже, Клаттен осталась её мажоритарным акционером. В 2009 году она скупила почти все акции Altana AG.

### Другие активы
Немецкая химическая компания, специализирующаяся на переработке углеводородов (производство графита) SGL Carbon объявила 16 марта 2009 года, что Сюзанна Клаттен увеличила свою долю в SGL с 8 % до почти 25 % акций.

## Критика
Документальный фильм Ханса Йоахима Фридрикса «Молчание Квандтов» (англ. The Silence of the Quandts), отмеченный наградами, выпущенный немецкой компанией ARD в октябре 2007 года, исследовал роль семейного предприятия Квандтов в годы Второй мировой войны. Нацистское прошлое семьи не было хорошо известно, но документальный фильм показал широкой аудитории, что на индустриальных производствах Квандтов широко использовался рабский труд военнопленных и остарбайтеров. Через пять дней после показа четыре члена семьи, от имени всей семьи Квандт, объявили о намерении финансировать исследовательский проект, в рамках которого историки должны были подробно изучить деятельность семьи во время правления Адольфа Гитлера. Независимое исследование на 1200 страниц, составленное боннским историком Йоахимом Шольтизеком, которое было опубликовано в 2011 году, пришло к выводу: «Квандты были неразрывно связаны с преступлениями нацистов». Никаких компенсаций, извинений или мемориалов на местах производств Квандтов после расследований журналистов произведено не было. BMW, согласно расследованиям, не был как-либо причастен к Квандтам.